# Księżyno
Księżyno – wieś w Polsce położona w województwie podlaskim, w powiecie białostockim, w gminie Juchnowiec Kościelny.
| SIMC    | Nazwa     | Rodzaj    |
| ------- | --------- | --------- |
| 0997128 | Albertowo | część wsi |

Częścią wsi jest Albertowo. Na wschód od Księżyna leży wieś Księżyno-Kolonia.
W latach 1975–1998 miejscowość administracyjnie należała do województwa białostockiego.
W Księżynie mieści się kościół św. Józefa Rzemieślnika.
W miejscowości znajduje się zakład produkujący transformatory toroidalne.
Miejscowość jest siedzibą parafii św. Józefa Rzemieślnika. W strukturze kościoła rzymskokatolickiego parafia należy do metropolii białostockiej, archidiecezji białostockiej, dekanatu Białystok - Nowe Miasto.

## Historia
Pierwotna nazwa wsi to Woroszyłowszczyzna. Nazwę swą wzięła od smolników – braci Woroszyłków, którzy w roku 1530 tutaj mieli swoją siedzibę.
Następna wzmianka o Woroszyłowszczyźnie pochodzi z roku 1558. Sporządzono wówczas "Regestr pożytków zamku y dwora Saraskiego w roku 58". "Obrub Woroszyły, który trzymają Wasil, Makar Daniłowiczy, Sawka Czysz z inszemi, płacą z niego kop 4."
Kolejna wzmianka o Woroszyłowszczyźnie pochodzi z 1577 roku, kiedy obrub ten znajdował się w ręku – dworzanina Zygmunta Augusta, któremu monarcha wydzielił ze starostwa suraskiego "obrub Woroszyłowszczyzna" liczący 6 włók.
Na przełomie XVII i XVIII w. folwark Woroszyłowszczyzna był przekazany proboszczowi juchnowieckiemu..
Woroszyłowszczyzna przez długie lata była małą osadą. Zamieszkiwała tu tylko jedna rodzina.
W roku 1865 spotykamy pierwszy raz zapisaną nazwę wsi w postaci Księżyna.
W roku 1886 ten folwark kupił Bernard Zaczeniuk. W latach 80. XIX w. powstała kompozycja dworska. Bernard Zaczeniuk wzniósł murowany dom mieszkalny na wzgórzu, które opadało w kierunku rzeczki Horodnianki. Oś główna domu wiodła w kierunku cmentarza dworskiego w sąsiednich Ignatkach. Dom był usytuowany przy drodze biegnącej z dworu w Horodnianach do Juchnowca Kościelnego.
1 maja 1981 – zrobiono wykopy pod fundament kościoła. Kościół zlokalizowano na placu, który Aleksander Pełch
przekazał przed śmiercią na rzecz Kościoła. Początkowo zamierzano wyremontować stary dom Pełcha i w nim urządzić salę do katechizacji. Zdecydowano się jednak wymurować kaplicę bez zgody władz państwowych i kościelnych.
1 maja 1983 – odbyło się uroczyste poświęcenie i namaszczenie kościoła, któremu nadano wezwanie św. Józefa Rzemieślnika. Był to kościół pomocniczy, rektorat parafii św. Antoniego w Niewodnicy. Aktu poświęcenia dokonał ks.bp Edward Kisiel. Pierwszym rektorem kościoła biskup mianował ks. Eugeniusza Mikulskiego, który po trzech tygodniach zrezygnował. Następnie rektorat przejął ks. Henryk Abramowicz, a po miesiącu, na początku sierpnia rektorem został ks. Mirosław Wojno. 
10 października 1983 – ks. bp Edward Kisiel poświęcił nowy cmentarz grzebalny w Księżynie.
1 października 1984 – utworzono parafię. Jej pierwszym proboszczem został ks. Mirosław Wojno.